# Бондаренко Юрій Васильович (біолог)
Ю́рій Васи́льович Бондаре́нко (нар.1948) — український біолог, доктор біологічних наук (1995), завідувач кафедри технології кормів і годівлі тварин біолого-технологічного факультету Сумського національного аграрного університету (з 2010 року).
Протягом 1971—2010 років працював в Інституті птахівництва УААН. Протягом останніх років обіймав посаду головного наукового співробітника відділу селекції та генетики птиці ІП УААН. У вересні 2010 року він став завідувачем кафедри технології кормів і годівлі тварин біолого-технологічного факультету Сумського національного аграрного університету. Також він працював на кафедрі генетики та цитології Харківського національного університету імені В. Каразіна.
1982 року йому було присвоєне вчене звання старшого наукового співробітника, а 1995 року захистив докторську дисертацію «Генетичні основи виведення та використання аутосексної птиці».
Ю. В. Бондаренко є членом 2 спеціалізованих вчених рад з захисту кандидатських та докторських дисертацій за спеціальностями 03.00.15 — генетика і 06.02.01 — розведення та селекція тварин.

## Науковий доробок
Юрій Бондаренко є автором 155 наукових робіт, в тому числі трьох авторських свідоцтв на винаходи, видав 5 методичних рекомендацій та одну монографію.
Основні публікації
- Бондаренко Ю. В., Ткачик Т. Э., Кутнюк П. И. Генетический груз в популяциях сухопутной сельскохозяйственной птицы // Птахівництво: Міжвид. Темат. Наук. Зб. (за матеріалами VI Української конференції з міжнародною участю) / ІП УУАН. — Борки, 2005. — Вип.57. — С. 94-98
- Бондаренко Ю. В., Катеринич О. О., Ткачик Т. Є., Захарченко О. П., Руда С. В., Рожковский О. В., Кутнюк П. І. Нова аутосексна популяція м'ясо-яєчних курей для присадибних і фермерських господарств // Вісник центру наукового забезпечення АПВ Харківської області. — Харків, 2006. — Вип.4. — С. 56—63
- Ткачик Т. Є., Бондаренко Ю. В. Генетичний моніторинг популяції бірківських м'ясо-яєчних курей за поліморфними локусами білків яєць // Науковий вісник ЛНАВМ імені Гжицького. — Том 8 — № 3 (30) — Частина 3. — 2006. — С. 112—119
- Бондаренко Ю. В., Ткачик Т. Є., Катеринич О. О. та ін. Бірківські кури з подвійною продуктивністю // Сучасне птахівництво. — № 12 (49). — С. 15—17
- Бондаренко Ю. В., Ткачик Т. Э., Захарченко О. П. Генетика формы гребня домашних кур // Птахівництво: Міжвид. Темат. Наук. Зб. ІП УУАН. — Борки, 2007. — Вип.59. — С. 12—28